# هنري جون بيردن
هنري جون بيردن هو طيار بطل كندي، ولد في 28 أبريل 1894 في تورونتو في كندا، وتوفي في 28 مارس 1960.